# Władysław Leopold Jaworski (1865–1930)
Władysław Leopold Jaworski (ur. 10 kwietnia 1865 w Karsach Małych, zm. 14 lipca 1930 w Milanówku) – prawnik polski, polityk konserwatywny, profesor Uniwersytetu Jagiellońskiego, członek PAU, członek Wydziału Stronnictwa Prawicy Narodowej w 1910 roku, wiceprezes sekcji zachodniej Naczelnego Komitetu Narodowego w 1914 roku.

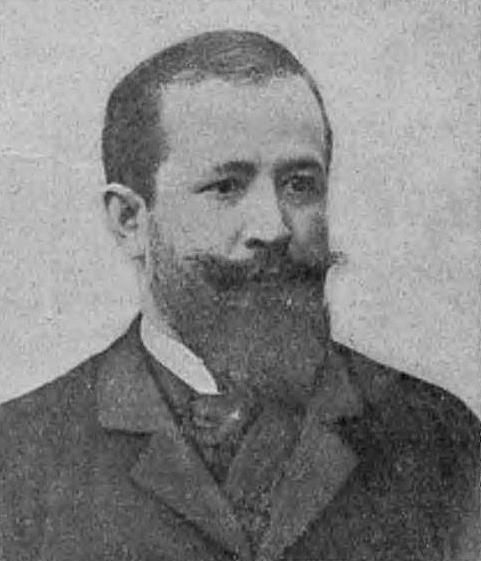
Władysław Leopold Jaworski (przed 1901)

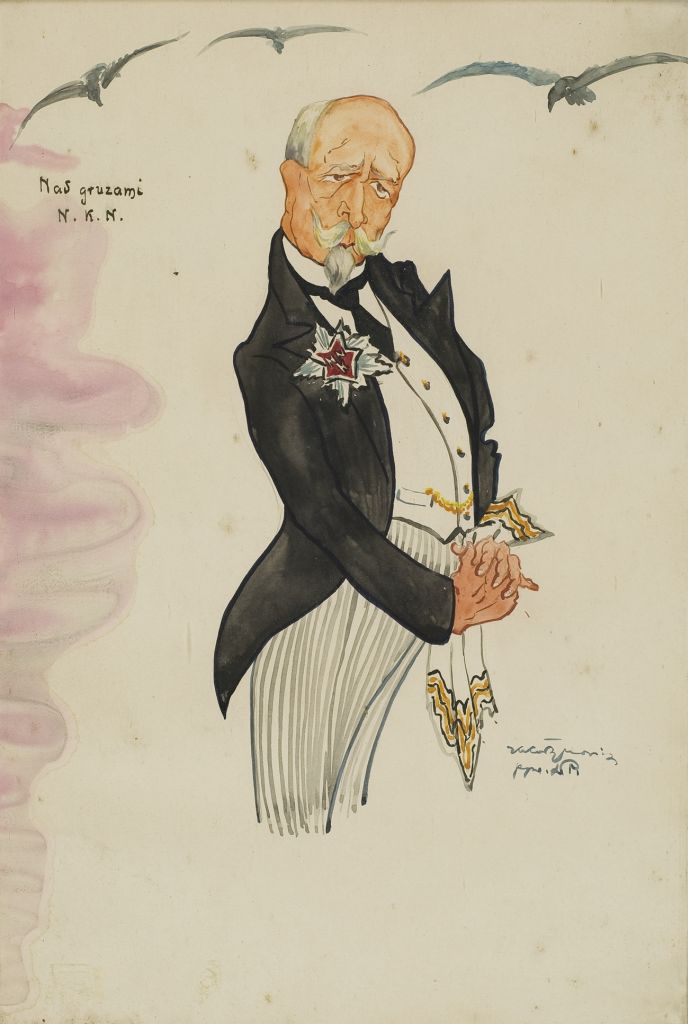
Kazimierz Kostynowicz: Karykatura Władysława Leopolda Jaworskiego

## Życiorys
Był synem Leopolda (dzierżawcy wsi Koczanka) i Teofily z Bahrów. Uczęszczał do szkoły powszechnej w Sandomierzu, później do Gimnazjum Św. Anny w Krakowie (do 1884). W latach 1884–1888 studiował prawo na Uniwersytecie Jagiellońskim, a następnie pracował w krakowskiej Prokuratorii Skarbu. Uzupełniał studia na uniwersytetach w Berlinie i Paryżu (1890–1891). W 1895 habilitował się na UJ (na podstawie pracy Prawo nadzastawu wedle ustawodawstwa austryackiego, przygotowanej pod kierunkiem Franciszka Ksawerego Fiericha) i został docentem w Katedrze Prawa Cywilnego. Po uzyskaniu tytułu doktora praw na UJ (1899) został mianowany profesorem nadzwyczajnym i kierownikiem II Katedry Prawa Cywilnego. Od 1905 był profesorem zwyczajnym, a w 1910 przeszedł na Katedrę Prawa Cywilnego, Nauki Administracji i Prawa Administracyjnego. Od 1920 był członkiem korespondentem Polskiej Akademii Umiejętności, od 1928 członkiem czynnym akademii. Wchodził również w skład Towarzystwa Naukowego Warszawskiego (od 1921 członek rzeczywisty, od 1929 członek zwyczajny).
Niezależnie od pracy naukowej i dydaktycznej był aktywnym działaczem politycznym. Związany ze środowiskiem krakowskich „stańczyków”, zainicjował tam nurt neokonserwatywny, kładący nacisk w sporze z opozycją na politykę ekonomiczną. W latach 1901–1914 pełnił mandat poselski na Sejm Krajowy, a w latach 1911–1918 do austriackiej Rady Państwa. W Radzie Państwa opracował koncepcję zbliżenia ludowców i konserwatystów (dla ograniczenia wpływów Stronnictwa Narodowej Demokracji na wsi), przyczyniając się do stworzenia tzw. bloku namiestnikowskiego, zrzeszającego konserwatystów krakowskich, demokratów i ludowców. Był członkiem kierownictwa Stronnictwa Prawicy Narodowej (1907–1918), przewodniczącym Sekcji Zachodniej Naczelnego Komitetu Narodowego (1914–1918). Był członkiem Komisji Sejmowo-Konstytucyjnej Tymczasowej Rady Stanu.
W 1916 otrzymał tytuł honorowego obywatelstwa Nowego Sącza. 
Z małżeństwa z Anną z Wszeteczków miał syna Iwo (profesora prawa powszechnego na Uniwersytecie Wrocławskim). Jego wnuk Władysław Leopold był profesorem Szkoły Głównej Handlowej.
Zainteresowania naukowe Jaworskiego obejmowały prawo cywilne, prawo administracyjne, prawo państwowe oraz filozofię prawa. Podjął próbę ujednolicenia systemów prawa cywilnego trzech prawodawstw zaborczych; opracował zagadnienia prawa małżeńskiego oraz stosunków między rodzicami i dziećmi. Podkreślał wartość kodeksów, podał prawną charakterystykę rodziny, zdefiniował domniemanie i fikcję w prawie polskim. Opracował artykuł 1 dla projektu konstytucji polskiej, z założeniem, że państwo stanowi porządek prawny, ustalony na niezmiennie trwałej podporze, za jaką uznał moralność katolicką, a wyłącznym organem urzeczywistniającym porządek prawny jest prezydent. Krytycznie odniósł się do konstytucji marcowej, sprzeciwiając się szczególnie ustrojowi demokracji parlamentarnej. Domagał się oparcia struktury aparatu władzy na dualizmie – rządzenia i kontroli. W 1927 przygotował projekt kodeksu agrarnego, w którym wprowadził pojęcie „przedsiębiorstwa rolnego” (niepodzielnej jednostki gospodarczej).
Pod koniec życia sympatyzował z faszyzmem. Pisał: "[…] zasadnicza myśl Mussoliniego jest trafną i mojem zdaniem jedyną". Jednocześnie jednak odżegnywał się od budowy państwa policyjnego.
Przygotował wydanie krytyczne Mów Juliana Dunajewskiego (1896–1914). Współpracował z czasopismami, m.in. „Czasem” i „Czasopismem Prawniczym i Ekonomicznym”. Utrzymywał kontakty z wieloma intelektualistami, m.in. Stanisławem Tarnowskim i Michałem Bobrzyńskim. Do grona uczniów Jaworskiego zaliczali się Konstanty Grzybowski, Jan Gwiazdomorski, Adam Vetulani i inni.
Został pochowany na cmentarzu Rakowickim w Krakowie (kwatera PAS 36-płn. zach.-narożnik).
Materiały archiwalne Władysława Leopolda Jaworskiego znajdują się w PAN Archiwum w Warszawie pod sygnaturą III-84.

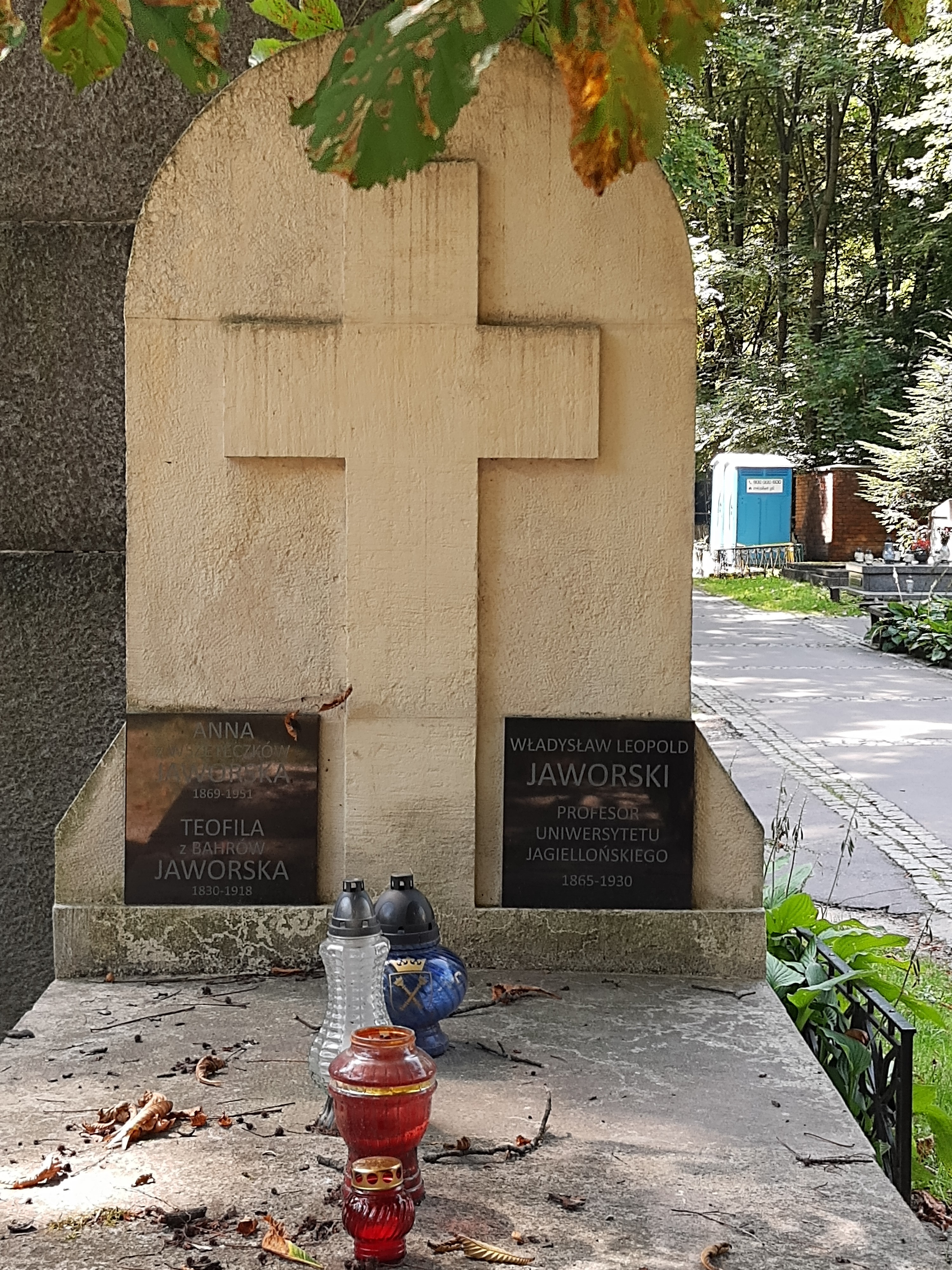
Grób prof. Władysława Leopolda Jaworskiego

## Ordery i odznaczenia
- Krzyż Komandorski Orderu Odrodzenia Polski (pośmiertnie, 11 listopada 1936)[9]

## Publikacje
Ogłosił wiele prac naukowych, m.in.:
- Z literatury prawa prywatnego (1885)
- Nauka o służebności według prawa austryackiego (1892)
- Sprawiedliwość a prawo (1892)
- Komentarz do austryackiego kodeksu cywilnego (1900–1904, 3 części, ze Stanisławem Wróblewskim)
- O statystyce prawa prywatnego (1900)
- Kodeks cywilny austryacki (1903–1905, 2 tomy)
- Parcelacya ze stanowiska prawnego (1904)
- Z dziejów odrodzenia politycznego Galicji (1905, z Michałem Bobrzyńskim i Józefem Milewskim)
- Mowy 1914–1915 (1915, mowy własne autora wygłoszone na ważnych uroczystościach)
- Polen als Brueckenkopf in Politik und Wirtschaft (1917)
- Prawo państwa polskiego (1919–1921, 4 części)
- Prawo cywilne na ziemiach polskich (1919–1920, 2 tomy)
- Nauka prawa administracyjnego (1924)
- Projekt kodeksu agrarnego (1928)
- Projekt konstytucji (1928)
- Notatki (1929, pamiętnik)